# Anisotes spectabilis
Anisotes spectabilis är en akantusväxtart som först beskrevs av Gottfried Wilhelm Johannes Mildbraed, och fick sitt nu gällande namn av Vollesen. Anisotes spectabilis ingår i släktet Anisotes och familjen akantusväxter. Inga underarter finns listade i Catalogue of Life.